# 慕容曦光
慕容曦光（690年8月17日—738年8月13日），字晟，吐谷浑王族，唐代吐谷浑末代首领诺曷钵的曾孙。
慕容曦光的祖父是慕容忠，父亲是慕容宣超，母亲是姑藏县主。690年七月初八，慕容曦光出生在灵州南衙。692年，三岁封为本部观乐王。698年五月初二，祖父慕容忠去世，年五十一岁。父亲慕容宣超袭爵。次年，慕容曦光十岁，为吐谷浑的燕王。704年，为游击将军、守左豹韬卫翊左郎将，706年，转明威将军行左屯卫翊府左郎将。710年，任忠武将军行右卫翊二府左郎将。714年，封五原郡开国公。六州胡反唐，他平叛有功，升任左屯卫翊府中郎将。721年参与平定康待宾之乱。722年，参与平定康愿子之乱。升任左威卫将军、冠军大将军，行金吾卫将军。723年，加金紫光禄大夫行光禄卿。730年，为朔方节度副使。738年七月廿三慕容曦光卒，年四十九岁。赠凉州都督，归葬凉州。

## 家族
- 父亲：慕容宣超
- 母亲：姑藏县主
- 弟弟：慕容曦皓
- 妻子：太原郡夫人武氏（703年—735年，父亲武延寿，祖父武承嗣，武则天的侄孙女）
- 子：慕容兆唐朝开元二十七年(739年),慕容兆卒。